# Другий уряд Вацлава Клауса
Другий уряд Вацлава Клауса (чеськ. Druhá vláda Václava Klause) — уряд Чехії (другий за незалежності), який очолював Вацлав Клаус, було сформовано після виборів до Палати депутатів 1996 року, складався з коаліції ODS, KDU-ČSL і ODA. Є урядом меншості, який призначено 4 липня 1996 року.
Зростання економічних проблем і взаємні претензії після початку афери з фінансуванням ODS восени 1997 року призвели до внутрішньої кризи і виходу KDU-ČSL і ODA з коаліції. Уряд подав у відставку 30 листопада 1997 року і керував країною до 2 січня 1998 року, коли був призначений Уряд Йозефа Тосовського.
Під час правління цієї коаліції, між іншим, була підписана Декларація між Німеччиною і Чехією про взаємні відносини та їх майбутній розвиток.

## Легітимність уряду
Легітимність уряду від громадян Чеської Республіки (на основі виборів і управління на початку - всі наступні зміни в політичних групах, не беруться до уваги, число членів угоди про урядову коаліцію з ):
| партії уряду           | кількість голосів на виборах | % прибутку | кількість місць у Палаті депутатів | кількість місць в уряді | голова партії |
| ---------------------- | ---------------------------- | ---------- | ---------------------------------- | ----------------------- | ------------- |
| ODS                    | 1,794,560                    | 29,62%     | 68                                 | 8                       | Вацлав Клаус  |
| KDU-ČSL                | 489 349                      | 8,08%      | 18                                 | 4                       | Йозеф Люкс    |
| ODA                    | 385 369                      | 6,36%      | 13                                 | 4                       | Ян Калвода    |
| провладні партії разом | 2,669,278                    | 44,06%     | 99                                 | 15-16                   |               |
| ČR разом               | 6,059,215                    | 100%       | 200                                | -                       |               |

## Довіра парламенту
Тільки меншість із 99 депутатів Палати депутатів мала урядову коаліцію, але вони довірилися голосуванню, оскільки 61 депутат ČSSD покинули залу (вимагаючи відставки голови Палати депутатів Мілоша Земана) і 138 депутатів. Уряд підтримали 98 депутатів, проти голосували депутат KSČM та SPR-RSČ.

## Список членів уряду
Уряд мав 16 членів, а в періоди 2–12 травня і 23 жовтня–8 листопада 1997 року — 15 членів.
| Портфель | Міністр / член уряду              | Партія | Партія    | Термін повноважень | Термін повноважень                   |
| --- | --------------------------------- | ------ | --------- | ------------------ | ------------------------------------ |
| Прем'єр-міністр pověřen vedením Ministerstva pro hospodářskou soutěž do jeho zrušení 1 листопада 1996        | Вацлав Клаус Václav Klaus         |        | ODS       | 4 липня 1996       | 2 січня 1998                         |
| Віце-прем'єр-міністр                                                                                         | Ян Калвода Jan Kalvoda            |        | ODA       | 4 липня 1996       | 7 січня 1997                         |
| Віце-прем'єр-міністр                                                                                         | Jiří Skalický                     |        | ODA       | 16 червня 1997     | 2 січня 1998                         |
| Віце-прем'єр-міністр                                                                                         | Ivan Kočárník Ivan Kočárnik       |        | ODS       | 4 липня 1996       | 2 червня 1997                        |
| Віце-прем'єр-міністр Ministr zemědělství                                                                     | Йозеф Люкс Josef Lux              |        | KDU-ČSL   | 4 липня 1996       | 2 січня 1998                         |
| Віце-прем'єр-міністр Ministr zahraničních věcí                                                               | Йозеф Зєленєц Josef Zieleniec     |        | ODS       | 4 липня 1996       | 23 жовтня 1997                       |
| Віце-прем'єр-міністр Ministr zahraničních věcí                                                               | Jaroslav Šedivý                   |        | позапарт. | 8 листопада 1997   | 2 січня 1998                         |
| Ministr(yně) spravedlnosti                                                                                   | Ян Калвода Jan Kalvoda            |        | ODA       | 4 липня 1996       | 7 січня 1997                         |
| Ministr(yně) spravedlnosti                                                                                   | Власта Парканова Vlasta Parkanová |        | ODA       | 7 січня 1997       | 2 січня 1998                         |
| Ministr financí                                                                                              | Ivan Kočárník                     |        | ODS       | 4 липня 1996       | 2 червня 1997                        |
| Ministr financí                                                                                              | Іван Піліп Ivan Pilip             |        | ODS       | 2 червня 1997      | 2 січня 1998                         |
| Ministr životního prostředí                                                                                  | Jiří Skalický                     |        | ODA       | 4 липня 1996       | 2 січня 1998                         |
| Ministr průmyslu a obchodu                                                                                   | Vladimír Dlouhý Vladimir Dlouhý   |        | ODA       | 4 липня 1996       | 2 червня 1997                        |
| Ministr průmyslu a obchodu                                                                                   | Karel Kühnl                       |        | ODA       | 3 червня 1997      | 2 січня 1998                         |
| Ministr školství, mládeže a tělovýchovy                                                                      | Іван Піліп Ivan Pilip             |        | ODS       | 4 липня 1996       | 2 червня 1997                        |
| Ministr školství, mládeže a tělovýchovy                                                                      | Jiří Gruša                        |        | позапарт. | 3 червня 1997      | 2 січня 1998                         |
| Ministr vnitra                                                                                               | Ян Румл Jan Ruml                  |        | ODS       | 4 липня 1996       | 7 листопада 1997                     |
| Ministr vnitra                                                                                               | Jindřich Vodička                  |        | ODS       | 8 листопада 1997   | 2 січня 1998                         |
| Ministr práce a sociálních věcí                                                                              | Jindřich Vodička                  |        | ODS       | 4 липня 1996       | 8 листопада 1997                     |
| Ministr práce a sociálních věcí                                                                              | Stanislav Volák                   |        | ODS       | 8 листопада 1997   | 2 січня 1998                         |
| Ministr dopravy                                                                                              | Martin Říman                      |        | ODS       | 4 липня 1996       | 2 січня 1998                         |
| Ministr hospodářství (з 1 листопада 1996 скасовано, компетенції розподілені за іншими міністерствами)        | Jaromír Schneider                 |        | KDU-ČSL   | 4 липня 1996       | 31 жовтня 1996                       |
| Ministr pro místní rozvoj (з 1 листопада 1996 створене з міністерства економіки — ministerstva hospodářství) | Jaromír Schneider                 |        | KDU-ČSL   | 1 листопада 1996   | 2 травня 1997 (demise 9. dubna 1997) |
| Ministr pro místní rozvoj (з 1 листопада 1996 створене з міністерства економіки — ministerstva hospodářství) | Tomáš Kvapil                      |        | KDU-ČSL   | 12 травня 1997     | 2 січня 1998                         |
| Ministr zdravotnictví                                                                                        | Jan Stráský                       |        | ODS       | 4 липня 1996       | 2 січня 1998                         |
| Ministr kultury                                                                                              | Jaromír Talíř                     |        | KDU-ČSL   | 4 липня 1996       | 2 січня 1998                         |
| Ministr obrany                                                                                               | Мілослав Виборни Miloslav Výborný |        | KDU-ČSL   | 4 липня 1996       | 2 січня 1998                         |
| Міністр без портфеля                                                                                         | Павел Братінка Pavel Bratinka     |        | ODA       | 4 липня 1996       | 2 січня 1998                         |